# Бона Мансио (остров)
 Тази статия е за острова в Антарктика.  За римската пътна станция вижте Бона Мансио.  
Бона Мансио (на английски: Bona Mansio Island) е покрит с лед остров, част от островите Бискоу в Антарктика. Наименуван е на античната римска пътна станция Бона Мансио между градовете Ветрен и Септември, област Пазарджик на 27 февруари 2020 г. и с указ на президента Румен Радев от 22 декември 2020 г.
Островът е с размери 750 m по направление изток-запад и 635 m по направление юг-север в Папазов проток. Oтделен от западния бряг на остров Крог с проток стесняващ се до 50 m. Заема площ от 30 ha. Разположен е на 90 m на изток-югоизток от остров Св. Христофор. Образуван е в резултат на оттеглянето на ледената шапка на остров Крог около началото на XXI век.